# مناطق النرويج

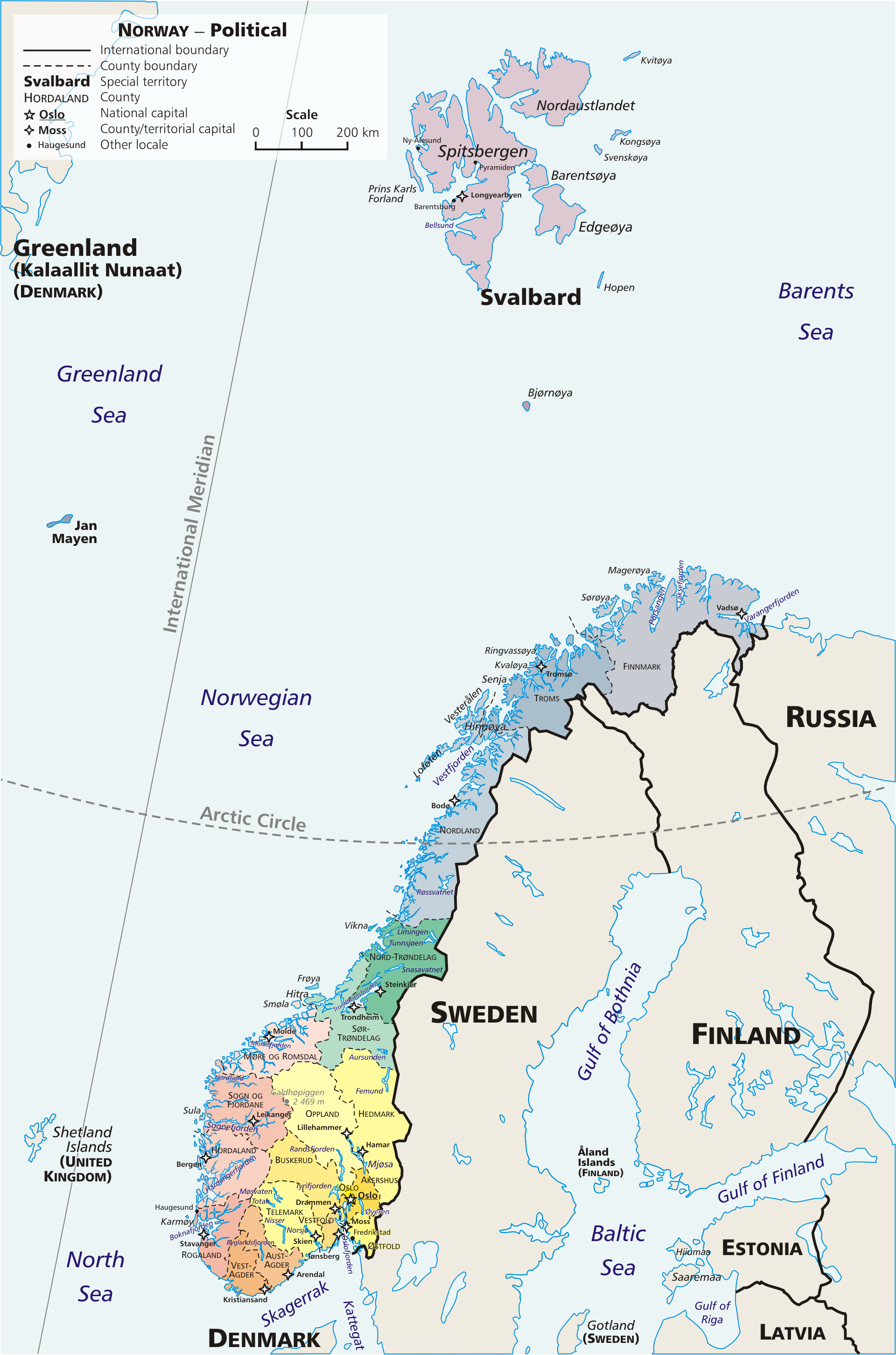
خريطة للنرويج

تنقسم النرويج عادةً إلى خمس مناطق جغرافية رئيسية. وهذه المناطق جغرافية بحتة، وليس لها غرض إداري. ورغم ذلك ففي عام 2017 قررت الحكومة إلغاء المقاطعات الحالية واستبدالها بعدد أقل من المناطق الإدارية الأكبر مساحةً.

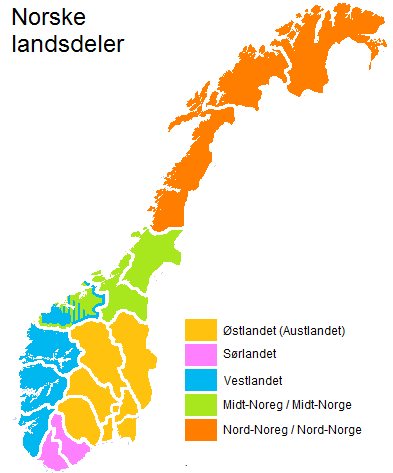
التقسيمات الخمسة التقليدية للنرويج

وفقاً لمعظم التعريفات تنقسم مقاطعات النرويج إلى المناطق التالية:
- شمال النرويج (Nord-Norge)
  - فينمارك
  - ترومس
  - نوردلان
- تروندلاغ (Trøndelag وتُسمّى أيضا وسط النرويج)
  - نور تروندلاغ
  - سور تروندلاغ
- غرب النرويج (Vestlandet)
  - موره ورمسدال

  - سوغن وفيوردانه
  - هوردالان
  - روغالاند
- جنوب النرويج (Sørlandet أو Agder)
  - فست أغدر
  - أوست أغدر
- شرق النرويج (Østlandet)
  - تلمارك
  - بوسكرود
  - هدمارك
  - أوبلاند
  - آكرشوس
  - أوسلو
  - فستفولد
  - أوستفولد